# Alsinidendron trinerve
Alsinidendron trinerve (tiếng Anh thường gọi là Three Nerved Alsinidendron) là một loài thực vật có hoa thuộc họ carnation, Caryophyllaceae, là loài đặc hữu của island của Oʻahu ở Hawaii. Đây là một subshrub, ở độ cao 30–80 cm (12–31 in).
Chúng hiện đang bị đe dọa vì mất môi trường sống.